# Smilax anceps
Smilax anceps är en enhjärtbladig växtart som beskrevs av Carl Ludwig von Willdenow. Smilax anceps ingår i släktet Smilax och familjen Smilacaceae. Inga underarter finns listade.

## Bildgalleri

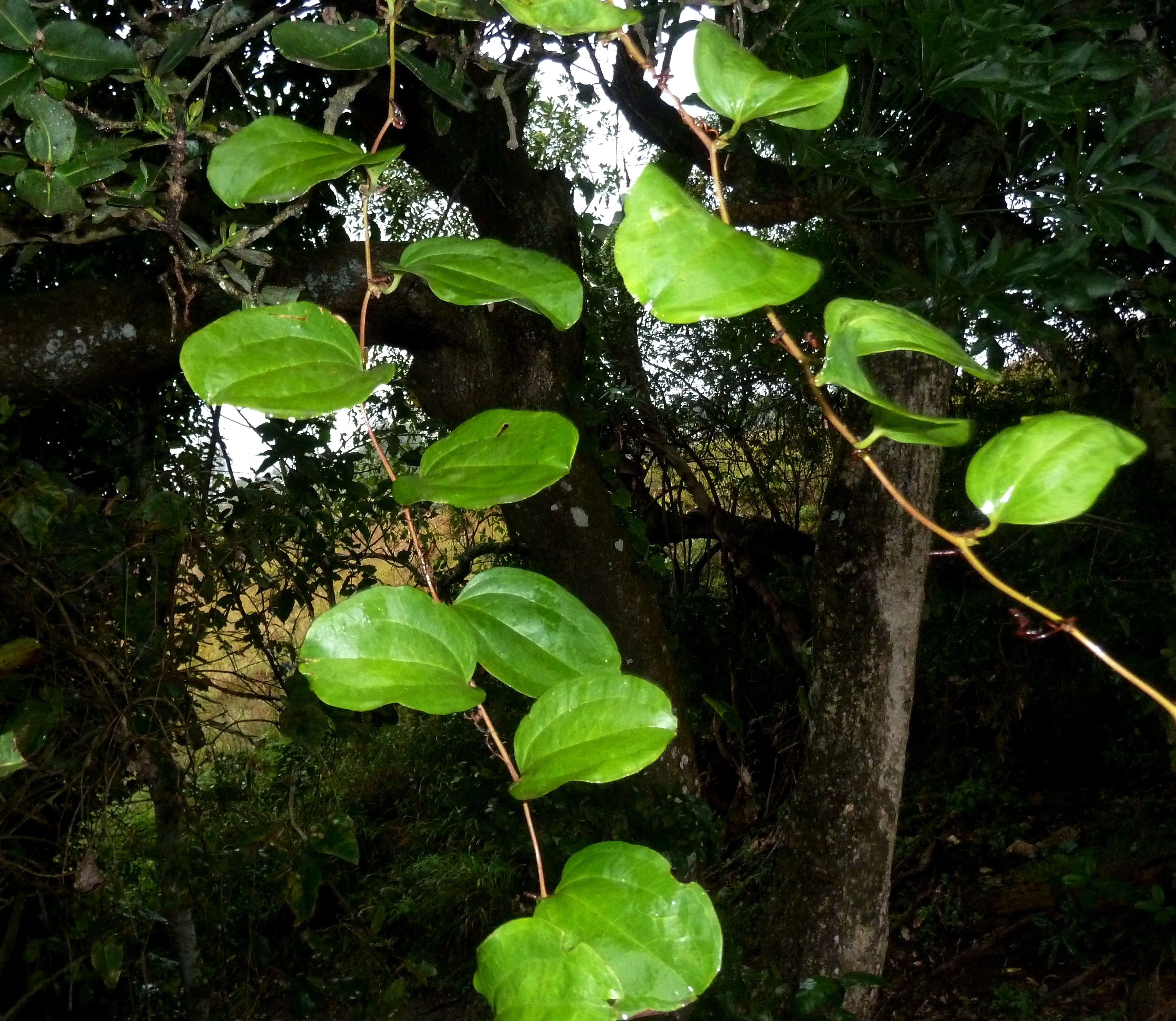
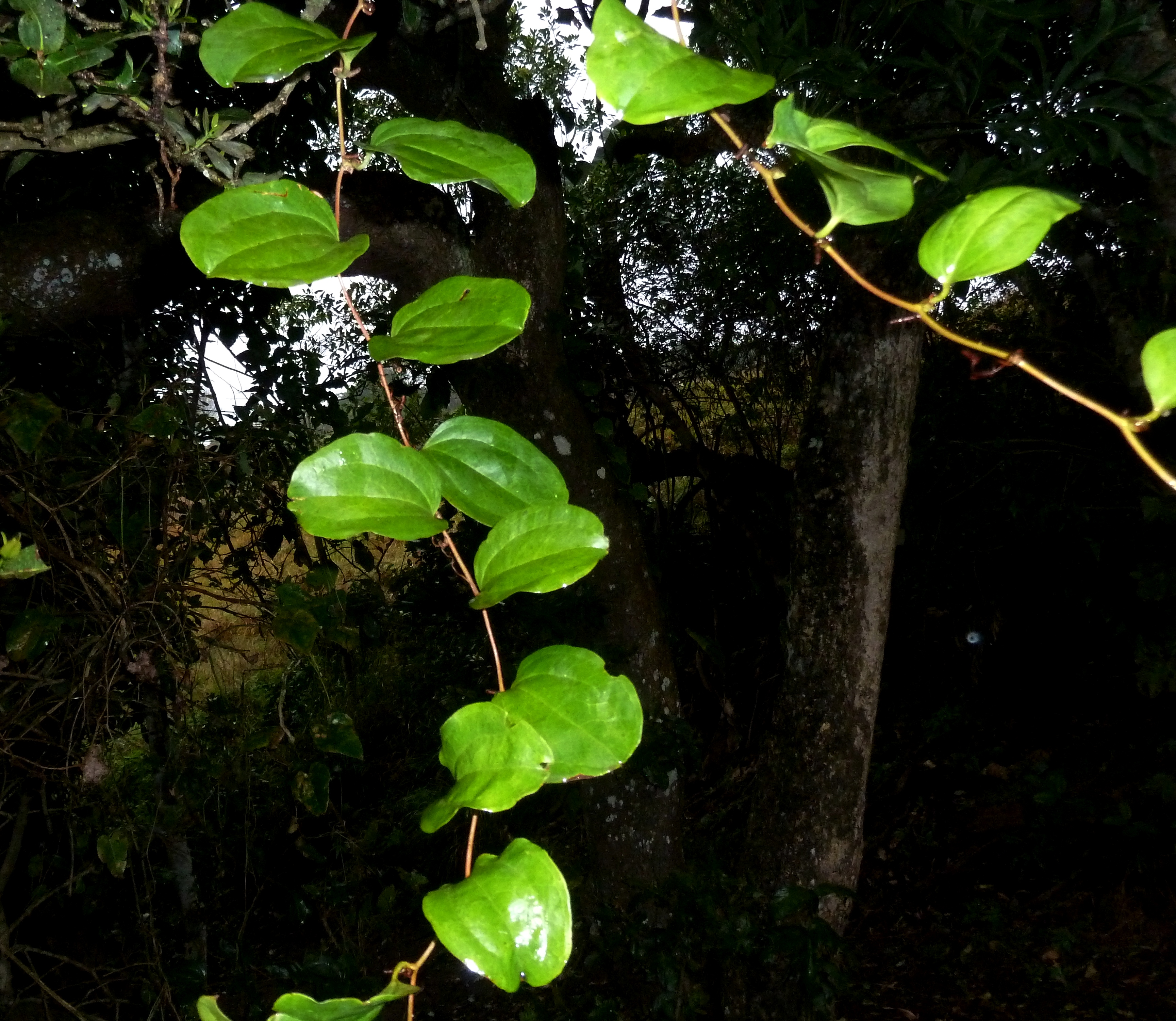
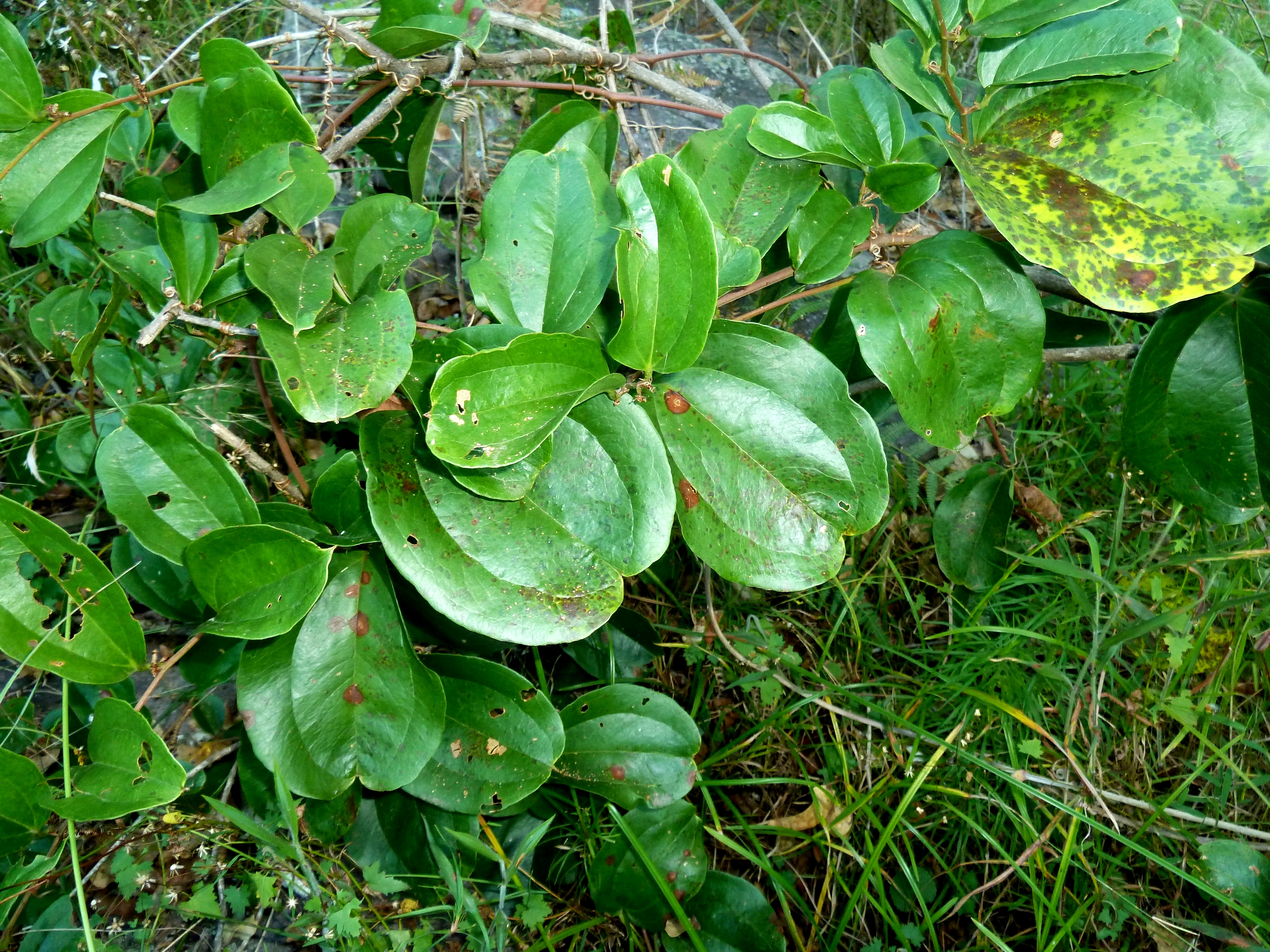
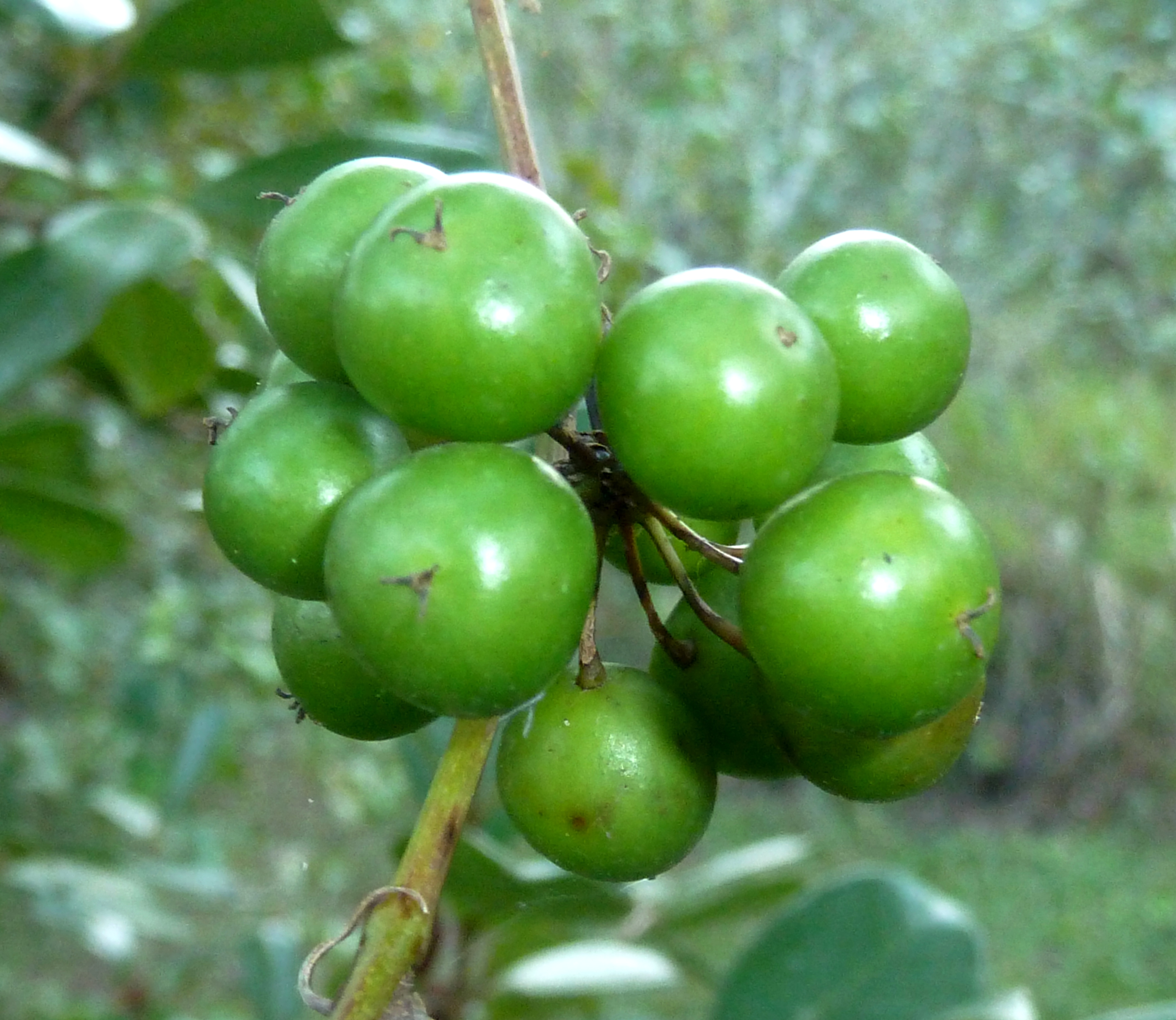
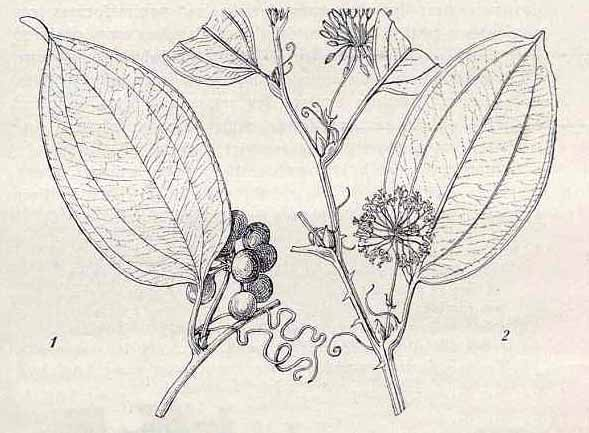